# ZAIN RECORDS
ZAIN RECORDS（ヅァイン・レコーズ）は、B ZONE GROUP（旧・ビーイング）傘下のレコードレーベルで、かつて存在したレコード会社である。旧社名はビージン（B.JIN）。現在はB ZONE GROUPの社内レーベルのひとつとなっている。

## 概要
B ZONE GROUP（旧・ビーイング）直営の最初のレコード会社である。社名の由来は、ドイツ語のBe動詞にあたるSeinのローマ字読みから取っているという説と、最初（A）から最後（Z）まで全てをひっくるめる（IN）という意味の造語とする説がある。

### 来歴
織田哲郎が1990年に所属したレコード会社・プラッツ（現在は音楽制作からは撤退）は学研が設立したもので、ビーイングの音楽プロデューサー長戸大幸や織田は学研主催のオーディションに審査員として参加していた。またT-BOLANは学研が関与した新興レコード会社・ROCK IT RECORDS（1993年にパイオニアLDCに吸収）に所属するなど交流が深かったことから、学研出身のスタッフとともにビーイング初の自前レコード会社設立準備が始まる。
- 1991年4月 - パイオニアLDCを販売委託先としてビーイング、正しくは長戸大幸の出資によるレコード会社b.jin（ビージン）として設立、第一弾アーティストは川島だりあである。名称はヴァージンレコードをもじって考え出された[要出典]。
- 1992年11月 - T-BOLANの移籍に合わせて、新レーベルとしてZAIN RECORDSを設立。
- 1993年2月 - 社名をZAIN RECORDSと改称。MANISH・T-BOLAN・REVらのアーティストの作品のヒットにより、当時社員5名ながら年商70億円を記録した。
- 1995年 - 販売元を設立時から委託していたパイオニアLDCから、J-DISCに移管。
  - 5月1日 - 日本レコード協会に加盟（1998年9月30日に脱会）。
- 1996年 - ZAIN RECORDS大阪[3]内に、新レーベル・WESTHAUSを設立。LOWDOWNと新堂敦士を輩出。
- 1997年 - Spoonfulレーベルより小松未歩がデビューし、デビュー・シングル「謎」がヒット。新たなレーベルとしてAmemura O-town Recordを心斎橋ダイヤモンドビル内に設立[4]した。
- 1999年 - T-BOLANの解散に始まり、MANISHの事実上活動休止、小松未歩のGIZA studio移籍に伴うAmemura O-town Recordの運営終了などから全盛期よりも低迷する中で、自前洋楽レーベルBIG.M.Fが始動。
  - 9月25日 - 同日より毎月25日にFEEL SO BADの『月刊F.S.B.』と銘打った12ヶ月連続アルバムリリースが2000年8月まで続いた。
- 2000年 - 新たな自前による洋楽レーベルとしてMarinaと海外のレーベルRICEの作品を発売開始するものの、1年ほどでレーベルとしての活動が終了。
  - 11月29日 - 同日に発売された『THE BEST OF DETECTIVE CONAN』が、翌年にかけてロングセラーとなりミリオンセールスを記録している。
- 2003年10月1日 - B-Gram RECORDSに吸収合併され、同社の1レーベルとなる。
- 2007年 - B-Gram RECORDSがビーイングに吸収合併されるにあたって同社の1レーベルとなる。
- 2010年 - 本レーベルの傘下にpure:infinityが設立される。

## レーベル
- ZAIN RECORDS(規格品番：邦盤ZA○L-○○○○・洋盤ZA○A-○○○○)
メインレーベル。サウンドトラック盤やコンピレーション等も同レーベルを使用。『最遊記RELOAD&GUNLOCK TV SOUND COLLECTION』『THE BEST OF DETECTIVE CONAN』などが挙げられる。

## 過去に存在したレーベル
- b.jin(規格品番：BJ○L-○○○○)
旧メインレーベル。1991年にパイオニアLDCと共同出資で設立された。オフィスは、ROCK IT RECORDSと同じ六本木ほうらいやビルに構えていた。本レーベルは1992年まで使用されており、翌年2月にZAIN RECORDSに社名変更される。本レーベルで発売された作品は、1993年4月2日に規格品番をZA○L-2000番台で再発売された。
- b.jin ZAIN(規格品番：ZA○L-200○)
1993年4月2日にZAIN品番で再発売された川島だりあの旧譜作品にのみ使用。
- BIG.MF(規格品番：ZA○B-○○○○)
1999年に設立されたギタリストのKUNI主宰のHR/HMレーベル。ビーインググループ内に株式会社BIG M.Fとして設立された経緯から、事務所はZAIN RECORDS内ではなくVERMILLION RECORDSと同じフロアに構えていた事もあった。レーベル事業以外にも、B'zの海外A&R業務[5]やAnnekei等の海外アーティストのコーディネート業務を行っていた。レーベルにはFEEL SO BADやMR.ORANGE、SCHONが所属。本レーベルから発売したFEEL SO BADのアルバムは洋盤扱いだった。
- WESTHAUS(規格品番：ZA○W-○○○○)
1996年春に、ZAIN RECORDS大阪内に設立されたレーベル。新堂敦士らが所属。
- Spoonful(規格品番：ZA○S-○○○○)
1997年に小松未歩のデビューと同時に関西専用のサブレーベルとして設置するも、同年に独立しAmemura O-town Recordへ移管される。
- Rice(規格品番：ZA○R-○○○○)
2000年から2001年にかけて作品を発表した海外レーベル。併せてユニバーサルミュージックからも発売されていた。
- Marina(規格品番：ZA○M-○○○○)
2000年に設立された洋楽レーベル。

## 所属アーティスト
ZAIN RECORDS（メインレーベル）
- 小野塚晃
- 近藤房之助
- DIMENSION
  - 勝田一樹
  - 増崎孝司
- BREAKERZ
  - AKIHIDE
  - DAIGO
  - MUSCLE ATTACK
- Riot on Mars

BIG M.F.（洋楽専門レーベル）
- シェーン・ガラース
- ビリー・シーン

ZAZZY（インディーズ）
所属アーティストはいないが、ZAIN RECORDS所属アーティストやBeing所属アーティストが使用している。
過去に所属していたアーティスト
- Annekei
- ウエスト・ロード・ブルース・バンド
- 宇徳敬子
- XL
- エムラミノル
- organs cafe
- 小松未歩
- 滴草由実
- JAMES & GANG
- SCHON
- 新堂敦士
- スピカ
- チェリールイ[6]
- TWINZER
- 辻尾有紗
- T-BOLAN
- 中原薫
- 永井"ホトケ"隆
- 七緒香
- 西田エリ
- note
- BAAD
- BUZZLIP
- BA-JI
- FEEL SO BAD
- the FIELD OF VIEW
- flow-war
- MARBLE TONE
- 真中潤
- MANISH
- MANOWAR
- MR.ORANGE
- MR. BIG
- 美元智衣
- 森下由実子
- MOON
- ヤスミン
- 柳原愛子
- LAURA LIZA
- REV
- Ryu
- LOWDOWN
- Wang Chao

## 販売元
- 1991年5月 - 1995年4月 - パイオニアLDC
- 1995年5月 - 2007年 - J-DISC,J-DISC Being
- 2007年 - ビーイング